# Ramón Arias
Ramón Ginés Arias Quinteros (Montevideo, 27 de julho de 1992) é um futebolista uruguaio que atua como zagueiro. Atualmente defende o Tigre.

## Carreira
Ramón Arias fez parte do elenco da Seleção Uruguaia de Futebol da Olimpíadas de 2012.

## Títulos
Defensor Sporting
- Campeonato Uruguaio: 2007–08

Puebla
- Supercopa do México: 2015

Peñarol
- Campeonato Uruguaio: 2017